# Buzz! Junior: Robo Jam
Buzz! Junior: Robo Jam (2007) är titeln på ett spel utvecklat till Playstation 2 av Magenta Software och FreeStyleGames. Spelet är tänkt att användas tillsammans med de speciella handkontroller som är utvecklade för spel i spelserien Buzz!. 2009 släpptes en nyare version till Playstation 3.